# 明尼蘇達萊克鎮區 (明尼蘇達州)
明尼蘇達萊克鎮區（英語：Minnesota Creek Township）是位於美國明尼蘇達州法里博縣的一個行政鎮區。

## 地方資料
明尼蘇達萊克鎮區的面積為88.02平方千米，當中陸地面積為81.33平方千米，而水域面積為6.69平方千米。根據2020年美國人口普查的數據，當地共有人口170人，而人口密度為每平方千米1.93人。